# Summis desiderantes affectibus

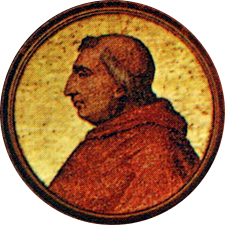
El papa Inocencio VIII

Summis desiderantes affectibus (latín para «desear con fervor supremo»), a veces abreviado a Summis desiderantes, es una bula papal relativa a la brujería emitida por el papa Inocencio VIII el 5 de diciembre de 1484.

## Antecedentes
La creencia en brujería es antigua. Deuteronomio 18:11-12 en la Biblia hebrea dice: «No dejéis que se encuentre entre vosotros aquella persona que inmole a su hijo o hija en el fuego, ni una pitonisa, adivina, encantadora, vidente, o alguien que eche encantamientos, ni quien consulte fantasmas y espíritus o busca oráculos de los muertos».
Los cánones irlandeses tempranos trataban la hechicería como un crimen que se penaría con la excomunión hasta que se produjera una adecuada penitencia. El papa Gregorio VII escribió a Harald III de Dinamarca en 1080 para prohibir la ejecución de las brujas bajo la presunción de haber causado tormentas, fallo de las cosechas o la peste. Según Herbert Thurston, la denuncia y persecución de supuestas hechiceras —que posteriormente caracterizó las crueles cacerías de brujas— no se encontraron, generalmente, en los primeros 1300 años de la era cristiana.
La Iglesia temprana diferenciaba entre magia blanca y negra. A la segunda generalmente se la trataba por medio de la confesión, el arrepentimiento y la caridad, asignados como penitencia.

## Contexto
La bula fue escrita en respuesta a la petición del inquisidor dominico Heinrich Kramer para tener autoridad explícita para perseguir la brujería en Alemania, después de que a este le fuera denegada la ayuda de las autoridades locales eclesiásticas, que mantenían como pretexto la carta de delegación que no mencionaba explícitamente dónde podían operar los inquisidores. Estos no podían legalmente ejecutar sus funciones en sus áreas. La bula intentaba remediar esta disputa jurisdiccional identificando específicamente las diócesis de Maguncia, Colonia, Tréveris, Salzburgo y Bremen.
La bula de Inocencio no promulgó nada nuevo. Su pretensión directa era ratificar los poderes ya conferidos a Kramer (y Jakob Sprenger) para tratar la brujería y la herejía. Exhortó al obispo de Estrasburgo (quien entonces era Albert de Palatinate-Mosbach) a dar a los inquisidores todo el apoyo posible. Algunos estudiosos ven la bula como «claramente política», motivada por las disputas jurisdiccionales entre los sacerdotes católicos alemanes locales y los clérigos de la Oficina de la Inquisición, que respondían más directamente al papa.

## Contenido
La bula reconoció la existencia de las brujas:
"[m]Cualquier persona de cualquier sexo, desconocedora de su propia salvación y extraviada de la fe católica, que se haya abandonado a sí misma a demonios, íncubos y súcubos, y por sus embrujos, encantamientos, conjuros, hechizos malditos y otras artes, enormidades y ofensas horrendas, que haya asesinado infantes incluso en el vientre materno, así como la prole del ganado, que haya arruinado los productos de la tierra, las uvas de la viña, la fruta de los árboles, más aún hombres y mujeres, bestias de carga, rebaños, así como animales de otros tipos, viñedos, huertos, arroyos, pastos, maíz, trigo, y otros cereales; estos miserables que afligen y atormentan a hombres y mujeres, bestias de carga, rebaños y animales de otros tipos, con sufrimientos terribles y lastimosos y enfermedades dolorosas, tanto internas como externas, impidiendo a los hombres realizar el acto sexual y a las mujeres concebir,... estas personas, de una manera blasfema renuncian a la fe que es suya por el sacramento del bautismo, y a la instigación del enemigo de la humanidad, no se resguardan de cometer y perpetrar las más espantosas abominaciones y los excesos más nauseabundos, excesos para peligro mortal de sus propias almas, (...) las abominaciones y enormidades en cuestión continúan sin pena, no sin peligro para las almas de muchos y el riesgo de maldición eterna.
Dio aprobación a la inquisición para continuar «corrigiendo, encarcelando, castigando y purificando» a estas personas. La bula esencialmente repetía la visión de Kramer de que un estallido de brujería y herejía había ocurrido en el valle del río Rin, específicamente en los obispados de Maguncia, Colonia y Tréveris, así como en Salzburgo y Bremen, incluyendo acusaciones de ciertos actos.
La bula instaba a las autoridades locales a cooperar con los inquisidores y amenazaba a aquellos que impedían su trabajo con la excomunión. A pesar de esta amenaza, la bula fracasó en conseguir que Kramer obtuviera el apoyo que esperaba. Esto provocó que se retirara y compilara sus opiniones sobre brujería en su libro Malleus Maleficarum, que fue publicado en 1487. El Malleus profesaba —en parte, de manera fraudulenta— que había sido aprobado por la Universidad de Colonia. Fue espectacular el estigma que asoció a la brujería como un crimen peor que la herejía y, en su notable animosidad, contra las mujeres. Summis desiderantes affectibus se publicó como parte del prefacio del libro, implicando la aprobación papal de la obra. Aun así, el Malleus Maleficarum recibió una condena oficial de la Iglesia tres años más tarde y las pretensiones de aprobación de Kramer son vistas, por parte de los estudiosos modernos, como engañosas.[cita requerida]
La bula, que sintetizaba los crímenes de brujería espirituales y seculares, es vista a menudo como la puerta de apertura a las cacerías de brujas del periodo moderno temprano. Aun así, sus semejanzas a anteriores documentos papales, su énfasis en la predicación y la carencia de pronunciamiento dogmático complican esta visión.